# Miyuki Sawashiro
Miyuki Sawashiro (jap. 沢城 みゆき Sawashiro Miyuki; ur. 2 czerwca 1985 w Tokio) – japońska seiyū oraz piosenkarka.

## Role głosowe

### Anime
lata 90.
- Shootfighter Tekken (1990), Akemi Takaishi
- Di Gi Charat (1999), Puchiko/Petit Charat

2000 – 2002
- Di Gi Charat Summer Special (2000), Petit Charat/Puchiko
- Di Gi Charat Christmas Special (2000), Petit Charat/Puchiko
- Di Gi Charat – A Trip to the Planet (2001), Puchiko/Petit Charat
- Di Gi Charat Ohanami Special (2001), Puchiko/Petit Charat
- Galaxy Angel (2001), Mint Blancmanche, Puchiko (odcinek 17), Yurippe (odcinek 18)
- Di Gi Charat Natsuyasumi Special (2001), Petit Charat
- Kokoro Library (2001), Iina, Kokoro Shindou (odcinek 11)

- Panyo Panyo Di Gi Charat (2002), Petit Charat/Puchiko
- Galaxy Angel Z (2002), Mint Blancmanche, Pint
- Pita Ten (2002), Kotarou Higuchi
- EX-Driver the Movie (2002), Angela Ganbino
- Princess Tutu (2002), Duch Lampy (odcinek 5)
- Galaxy Angel A (2002), Mint Blancmanche

2003
- Leave it to Piyoko! (2003), Puchiko
- Wolf's Rain (2003), 'Alchemist C (odcinek 26)
- Kaleido Star (2003), Sophie Oswald
- Di Gi Charat Nyo (2003), Petit Charat/Puchiko (Cappuccino)
- Onegai Twins (2003), Yuuka Yashiro
- Cromartie High School (2003), Puchiko (odcinek 25)
- The Galaxy Railways (2003), Berga (odcinek 9), Rifl (odcinek 21)
- Peacemaker (2003), Hotaru
- Aquarian Age the Movie (2003), Reina Arcturus
- Galaxy Angel S (2003), Mint Blancmanche

2004
- Saiyuki Gunlock (2004), Child (odcinek 10)
- Keroro Gunsō (2004), Dziewczyna (odcinek 20)
- Legendz: Yomigaeru Ryuuou Densetsu (2004)
- Rozen Maiden (2004), Shinku
- Galaxy Angel X (2004), Mint Blancmanche
- DearS (2004), Khi
- Viewtiful Joe (2004), Amy (odcinek 19)
- Gunbuster 2 (2004), Tycho Science

2005
- Fighting Fantasy Girl Rescue Me: Mave-chan (2005), Two-chan
- Best Student Council (2005), 'Mayura Ichikawa
- Basilisk (2005), Hotarubi, Ogen
- D.C.S.S. ~Da Capo Second Season~ (2005), Kanae Kudou
- Pani Poni Dash! (2005), Akane Serizawa
- Full Metal Panic! The Second Raid (2005), Xia Yu Lan
- Hell Girl (2005), Kanako Sakuragi (odcinek 23)
- Solty Rei (2005), Mii
- My-Otome (2005), Sara Gallagher
- Rozen Maiden: Träumend (2005), Shinku
- Mushishi (2005), Ginko (odcinek 26), Yoki (odcinek 12)

2006
- Kagihime Monogatari: Eikyū Alice Rondo (2006), Lorina Lilina (odcinek 9, 13)
- Rakugo Tennyo Oyui (2006), Tae Yanaka
- Utawarerumono (2006), Aruru
- Glass Fleet (2006), Gouda, Michel
- Hime-sama Goyojin (2006), Sobana Kana
- Otogi-Jushi Akazukin (2006), Ibara-hime
- Welcome to the NHK! (2006), Yuu Kusano
- Black Blood Brothers (2006), Cassandra Jill Warlock
- Galaxy Angel Rune (2006), Mint Blancmanche (odcinek 7)
- Red Garden (2006), Claire Forrest
- Ghost Hunt (2006), Kuroda (odcinki 1-3)
- Negima!? (2006), Nekane Springfield, Shichimi
- My-Otome Zwei (2006), Sara Gallagher
- Rozen Maiden: Ouvertüre (2006), Shinku
- Winter Garden (2006), Petit Charat/Puchiko (Cappuccino)

2007
- Strike Witches (2007), Perrine-H. Clostermann
- Les Misérables: Shōjo Cosette (2007), Beatrice
- Hidamari Sketch (2007), Announcer (odcinek 7), Landlady
- Nodame Cantabile (2007), Shinichi Chiaki
- Heroic Age (2007), Rekti Rekuu
- Kishin Taisen Gigantic Formula (2007), Kana Kamishiro
- Bakugan: Młodzi wojownicy (2007), Chan, Kako
- Kamichama Karin (2007), Kazune Kujyou
- Sky Girls (2007), Yuki Sakurano
- Sayonara Zetsubō Sensei (2007), Maria Tarō Sekiutsu
- Dead Girls (2007), Claire Forrest
- Naruto Shippūden (2007), Shizuku
- Blue Drop: Tenshi-tachi no Gikyoku (2007), Hagino Senkōji
- Suteki Tantei Labyrinth (2007), Mayuki Hyūga
- Dragonaut -The Resonance- (2007), Akira Souya, Laura
- Goshūshō-sama Ninomiya-kun (2007), Reika Hōjō
- Shugo Chara! (2007), Yoru, Shōta (odcinek 34), X-Chara/X-Egg, Yū Nikaidō
- Hidamari Sketch (2007), Landlady
- Appleseed: Ex Machina (2007), Hitomi

2008
- Zoku Sayonara Zetsubō Sensei (2008), Maria Tarō Sekiutsu
- Persona -trinity soul- (2008), Jun Kanzato, Yuki Kanzato (odcinek 20), Ryō Kanzato (dziecko) (odcinek 15)
- Kure-nai (2008), Shinkurō Kurenai
- Wagaya no Oinarisama. (2008), Zashiko Warashiko (odcinek 12)
- Glass Maiden (2008), Kirie
- Library War (2008), Asako Shibasaki
- Chiko, Heiress of the Phantom Thief (2008), Nozomi Kayama
- Hidamari Sketch × 365 (2008), Landlady
- Strike Witches (2008), Perrine-H. Clostermann
- Antique Bakery (2008), Kidnapped Child (odcinek 11)
- Natsume Yūjin-Chō (2008), Jun Sasada, Female High School Student (odcinek 10)
- World Destruction: Sekai Bokumetsu no Rokunin (2008), Maaya (odcinek 7)
- Eve no Jikan (2008), Chie
- Hakushaku to Yōsei (2008), Jimmy (odcinki 8-12)
- Yozakura Quartet (2008), Kotoha Isone
- Linebarrels of Iron (2008), Satoru Yamashita
- Kannagi: Crazy Shrine Maidens (2008), Tsugumi Aoba, Jin Mikuriya
- Shugo Chara !! Doki– (2008), Yoru, Nazotama
- Nodame Cantabile: Paris (2008), Chiaki Shinichi
- Maria Holic (2008), Dorm Leader-sensei

2009
- CANAAN (2009), Canaan
- Tatakau Shisho (2009), Mirepoc Finedel
- Tegami Bachi (2009), Lag Seeing
- Phantom: Requiem for the Phantom (2009), Drei/Cal Devens
- Tears to Tiara (2009), Lidia/Lydia
- Zoku Natsume Yūjin-Chō (2009), Jun Sasada
- Utawarerumono (2009), Aruru
- Bakemonogatari (2009), Suruga Kanbaru
- Zan Sayonara Zetsubō Sensei (2009), Maria Tarō Sekiutsu
- Kimi ni todoke (2009), Ayane Yano
- Fairy Tail (2009), Ultear, Virgo, Ur

2010
- Durarara !!  (2010), Celty Sturluson
- Angel Beats! (2010), Masami Iwasawa
- Arakawa Under the Bridge (2010), Maria
- Black Rock Shooter (2010), Dead Master / Yomi Takanashi
- Highschool of the Dead (2010), Saeko Busujima
- Strike Witches 2 (2010), Perrine-H. Clostermann
- The Legend of the Legendary Heroes (2010), Carne Kywell
- Tegami Bachi Reverse (2010), Lag Seeing

2011
- Beelzebub (2011), Kaiser de Emperana Beelzebub IV
- Kimi ni todoke 2nd Season (2011), Ayane Yano
- Gosick (2011), Cordelia Gallo
- A Channel (2011), Ms. Kamade
- Softenni (2011), Amachi Leo
- Deadman Wonderland (2011), Toto Sakigami
- Uta no Prince-sama (2011), Nanami Haruka
- The Mystic Archives of Dantalian (2011), Dalian
- Hunter × Hunter (2011) – Kurapika

od 2012
- Kokoro Connect (2012) - Himeko Inaba
- No Game No Life (2014) - Izuna Hatsuse
- Noragami (2014), Bishamon
- Go! Princess Pretty Cure (2015), Twilight/Towa Akagi/Cure Scarlet
- Kakegurui: Szał hazardu (2017), Kirari Momobami, Ririka Momobami
- One Piece(2017), Charlotte Pudding
- Wotakoi. Miłość jest trudna dla otaku (2018) - Hanako Koyanagi
- Fruits Basket (2019) - Kyōko Honda
- Miecz zabójcy demonów – Kimetsu no Yaiba (2021) - Daki
- Jojo Bizzare Adventure:Stone Ocean (2021), Jolyne Cujoh

### Gry komputerowe
- Odin Sphere (2007), Velvet
- Mana Khemia: Alchemists of Al-Revis (2007), Nicole Mimi Tithel
- Persona 3 (2007), Elizabeth, Chidori
- Ar tonelico II: Melody of Metafalica (2007), Cloche Leythal Pastalia
- Tales of Innocence (2007), Sian Tenebro
- Yggdra Union: We'll Never Fight Alone (2008), Milanor
- Fatal Frame IV (2008), Misaki Asō
- The Last Remnant (2008), Hannah/Hinnah
- BlazBlue: Calamity Trigger (2008), Carl Clover
- Star Ocean: The Last Hope (2009), Lymle Lemuri Phi
- Street Fighter IV (2009), Cammy
- Hyperdimension Neptunia Broccoli (Zaczynając od Hyperdimension Neptunia Victory [2012] )
- JoJo's Bizarre Adventure: All-Star Battle (2013), Jolyne Cujoh
- Bioshock Infinite (2013), Elizabeth
- Wiedźmin 3: Dziki Gon (2015), Ciri
- Street Fighter V (2016), Cammy
- Honkai Impact 3rd (2017), Raiden Mei[2][3]
- Genshin Impact (2020), Raiden Shogun[1][4]

### Drama CD
- Gakuen Alice, Hotaru Imai
- Ludwig Kakumei, Wilhelm
- Soul Eater, Patricia Thompson
- Kuroshitsuji (Drama CD), Ciel Phantomhive

### Dubbing
- Ostry dyżur (Teresa Ruiz, Frederika Meehan)
- Gangi Nowego Jorku (Amsterdam Vallon (dziecko))
- Harry Potter (Parvati Patil)
- Księżniczka na lodzie (Gen Harwood)

## Nagrody
- Newtype Anime Award (2013) w kategorii: najlepsza seiyū[5]
- Nagroda Seiyū (2009) w kategorii: najlepsza aktorka głosowa drugoplanowa[6]
- Nagroda Seiyū (2010) w kategorii: najlepsza aktorka głosowa pierwszoplanowa[7]
- Nagroda Seiyū (2011) w kategorii: nagroda od zagranicznych fanów[8]
- Nagroda Seiyū (2015) w kategorii: najlepsza aktorka drugoplanowa[9]